# Rumunia na Zimowych Igrzyskach Olimpijskich 1984
Rumunię na Zimowych Igrzyskach Olimpijskich 1984 reprezentowało 19 zawodników: szesnastu mężczyzn i trzy kobiety. Był to dwunasty start reprezentacji Rumunii na zimowych igrzyskach olimpijskich.

## Skład reprezentacji

### Narciarstwo alpejskie
Mężczyźni
| Zawodnik    | Konkurencja   | Wyścig 1     | Wyścig 1 | Wyścig 2          | Wyścig 2 | Łącznie           | Łącznie |
| Zawodnik    | Konkurencja   | Czas         | Miejsce  | Czas              | Miejsce  | Czas              | Miejsce |
| ----------- | ------------- | ------------ | -------- | ----------------- | -------- | ----------------- | ------- |
| Mihai Bîră  | Slalom gigant | 1:32.04      | 46       | 1:34.45           | 46       | 3:06.49           | 45      |
| Zolt Balazs | Slalom gigant | 1:31.00      | 44       | 1:31.41           | 41       | 3:02.41           | 41      |
| Mihai Bîră  | Slalom        | Nie ukończył | –        | –                 | –        | Nie ukończył      | –       |
| Zolt Balazs | Slalom        | 59.01        | 30       | Zdyskwalifikowany | –        | Zdyskwalifikowany | –       |

Kobiety
| Zawodniczka   | Konkurencja   | Wyścig 1      | Wyścig 1 | Wyścig 2 | Wyścig 2 | Łącznie       | Łącznie |
| Zawodniczka   | Konkurencja   | Czas          | Miejsce  | Czas     | Miejsce  | Czas          | Miejsce |
| ------------- | ------------- | ------------- | -------- | -------- | -------- | ------------- | ------- |
| Liliana Ichim | Slalom gigant | 1:14.17       | 41       | 1:17.91  | 35       | 2:32.08       | 35      |
| Liliana Ichim | Slalom        | Nie ukończyła | –        | –        | –        | Nie ukończyła | –       |

### Biathlon
Mężczyźni
| Konkurencja  | Zawodnik        | Pudła | Czas    | Miejsce |
| ------------ | --------------- | ----- | ------- | ------- |
| 10 km Sprint | Imre Lestyan    | 4     | 36:42.8 | 52      |
| 10 km Sprint | Francisc Forika | 4     | 35:59.8 | 48      |
| 10 km Sprint | Gheorghe Berdar | 3     | 35:20.2 | 41      |

| Konkurencja   | Zawodnik         | Czas      | Kary | Skorygowany czas | Miejsce |
| ------------- | ---------------- | --------- | ---- | ---------------- | ------- |
| Bieg na 20 km | Vladimir Todașcă | 1'20:00.9 | 8    | 1'28:00.9        | 50      |
| Bieg na 20 km | Mihai Rădulescu  | 1'19:18.1 | 8    | 1'27:18.1        | 49      |
| Bieg na 20 km | Imre Lestyan     | 1'19:26.6 | 6    | 1'25:26.6        | 43      |

Sztafeta mężczyzn 4 x 7,5 km
| Zawodnicy                                                     | Wyścig | Wyścig    | Wyścig  |
| Zawodnicy                                                     | Pudła  | Czas      | Miejsce |
| ------------------------------------------------------------- | ------ | --------- | ------- |
| Vladimir Todașcă Mihai Rădulescu Imre Lestyan Gheorghe Berdar | 2      | 1'47:44.8 | 13      |

### Bobsleje
| Osada | Zawodnicy                     | Konkurencja | Ślizg 1 | Ślizg 1 | Ślizg 2 | Ślizg 2 | Ślizg 3 | Ślizg 3 | Ślizg 4 | Ślizg 4 | Łącznie | Łącznie |
| Osada | Zawodnicy                     | Konkurencja | Czas    | Miejsce | Czas    | Miejsce | Czas    | Miejsce | Czas    | Miejsce | Czas    | Miejsce |
| ----- | ----------------------------- | ----------- | ------- | ------- | ------- | ------- | ------- | ------- | ------- | ------- | ------- | ------- |
| ROU-1 | Dorin Degan Cornel Popescu    | Dwójki      | 53.90   | 24      | 53.57   | 21      | 53.18   | 24      | 53.41   | 24      | 3:34.06 | 23      |
| ROU-2 | Ion Duminicel Costel Petrariu | Dwójki      | 53.18   | 19      | 53.26   | 16      | 52.63   | 16      | 53.29   | 22      | 3:32.36 | 18      |

| Osada | Zawodnicy                                                    | Konkurencja | Ślizg 1 | Ślizg 1 | Ślizg 2 | Ślizg 2 | Ślizg 3 | Ślizg 3 | Ślizg 4 | Ślizg 4 | Łącznie | Łącznie |
| Osada | Zawodnicy                                                    | Konkurencja | Czas    | Miejsce | Czas    | Miejsce | Czas    | Miejsce | Czas    | Miejsce | Czas    | Miejsce |
| ----- | ------------------------------------------------------------ | ----------- | ------- | ------- | ------- | ------- | ------- | ------- | ------- | ------- | ------- | ------- |
| ROU-1 | Dorin Degan Cornel Popescu Gheorghe Lixandru Costel Petrariu | Czwórki     | 50.58   | 6       | 50.88   | 5       | 51.06   | 8       | 51.24   | 8       | 3:23.76 | 7       |

### Biegi narciarskie
Kobiety
| Konkurencja   | Zawodniczka | Wyścig  | Wyścig  |
| Konkurencja   | Zawodniczka | Czas    | Miejsce |
| ------------- | ----------- | ------- | ------- |
| Bieg na 5 km  | Livia Reit  | 18:51.6 | 32      |
| Bieg na 10 km | Livia Reit  | 36:20.9 | 42      |

### Saneczkarstwo
Mężczyźni
| Zawodnik     | Ślizg 1 | Ślizg 1 | Ślizg 2           | Ślizg 2 | Ślizg 3 | Ślizg 3 | Ślizg 4 | Ślizg 4 | Łącznie           | Łącznie |
| Zawodnik     | Czas    | Miejsce | Czas              | Miejsce | Czas    | Miejsce | Czas    | Miejsce | Czas              | Miejsce |
| ------------ | ------- | ------- | ----------------- | ------- | ------- | ------- | ------- | ------- | ----------------- | ------- |
| Ioan Apostol | 46.388  | 7       | Zdyskwalifikowany | –       | –       | –       | –       | –       | Zdyskwalifikowany | –       |

(Mężczyźni) Dwójki
| Zawodnicy                       | Ślizg 1 | Ślizg 1 | Ślizg 2 | Ślizg 2 | Łącznie  | Łącznie |
| Zawodnicy                       | Czas    | Miejsce | Czas    | Miejsce | Czas     | Miejsce |
| ------------------------------- | ------- | ------- | ------- | ------- | -------- | ------- |
| Ioan Apostol Laurențiu Bălănoiu | 42.918  | 11      | 42.742  | 10      | 1:25.660 | 11      |

Kobiety
| Zawodnik      | Ślizg 1 | Ślizg 1 | Ślizg 2 | Ślizg 2 | Ślizg 3 | Ślizg 3 | Ślizg 4 | Ślizg 4 | Łącznie  | Łącznie |
| Zawodnik      | Czas    | Miejsce | Czas    | Miejsce | Czas    | Miejsce | Czas    | Miejsce | Czas     | Miejsce |
| ------------- | ------- | ------- | ------- | ------- | ------- | ------- | ------- | ------- | -------- | ------- |
| Gabriela Haja | 42.710  | 11      | 43.553  | 19      | 42.668  | 13      | 42.509  | 13      | 2:51.440 | 14      |

### Łyżwiarstwo szybkie
Mężczyźni
| Konkurencja     | Zawodnik     | Wyścig   | Wyścig  |
| Konkurencja     | Zawodnik     | Czas     | Miejsce |
| --------------- | ------------ | -------- | ------- |
| Bieg na 500 m   | Dezsö Jenei  | 39.72    | 25      |
| Bieg na 1000 m  | Dezsö Jenei  | 1:21.14  | 34      |
| Bieg na 1500 m  | Tibor Kopacz | 2:02.38  | 22      |
| Bieg na 5000 m  | Tibor Kopacz | 7:32.69  | 19      |
| Bieg na 10000 m | Tibor Kopacz | 15:23.95 | 24      |